# Lis Er Stille
Lis Er Stille (Eigenschreibweise LISERSTILLE) ist eine dänische Art- und Post-Rock-Band, die im Jahr 2004 in Aarhus gegründet wurde.

## Bandgeschichte
Die Band war ursprünglich als Projekt zur musikalischen Umsetzung von visueller Kunst gedacht. Im Jahr 2006 wurden erste Demoaufnahmen gemacht, die anschließend von Target Records als Lis Er Stilles Debütalbum Construction of the Amp-Train veröffentlicht wurden. Im selben Jahr traten sie u. a. auf dem Roskilde-Festival auf. Das zweite Album Apathobvious folgte 2007, nach der Veröffentlichung tourte die Band in Skandinavien. Bis zum dritten Album The Collibro dauerte es drei Jahre. Es erschien über VME, brachte der Band einen großen Kritikererfolg ein und wurde von einer Europa-Tournee gefolgt. Das vierte Album NOUS kam 2012 auf den Markt, eine EP folgte im August 2013 und das fünfte Album im April 2015.

## Diskografie
- 2006: Construction of the Amp-Train (Album)
- 2007: Apathobvious (Album)
- 2010: The Collibro (Album)
- 2012: NOUS (Album)
- 2013: Flight of Belljár (EP)
- 2015: Empirical Ghost (Album)
- 2016: Midnight Wave (Live at Radar 2015)
- 2019: Ilt (Album)